# Mantispa melanocera
Mantispa melanocera är en insektsart som först beskrevs av Navás 1913.  Mantispa melanocera ingår i släktet Mantispa och familjen fångsländor. Inga underarter finns listade i Catalogue of Life.